# Budaniv
Budaniv (Буданів; in russo Буданов - Budanov?; in polacco Budzanów) è un comune ucraino.